# عوسق أمريكي
عوسق أمريكي (الاسم العلمي: Falco sparverius) هو نوع من جنس صقر.

## معرض صور

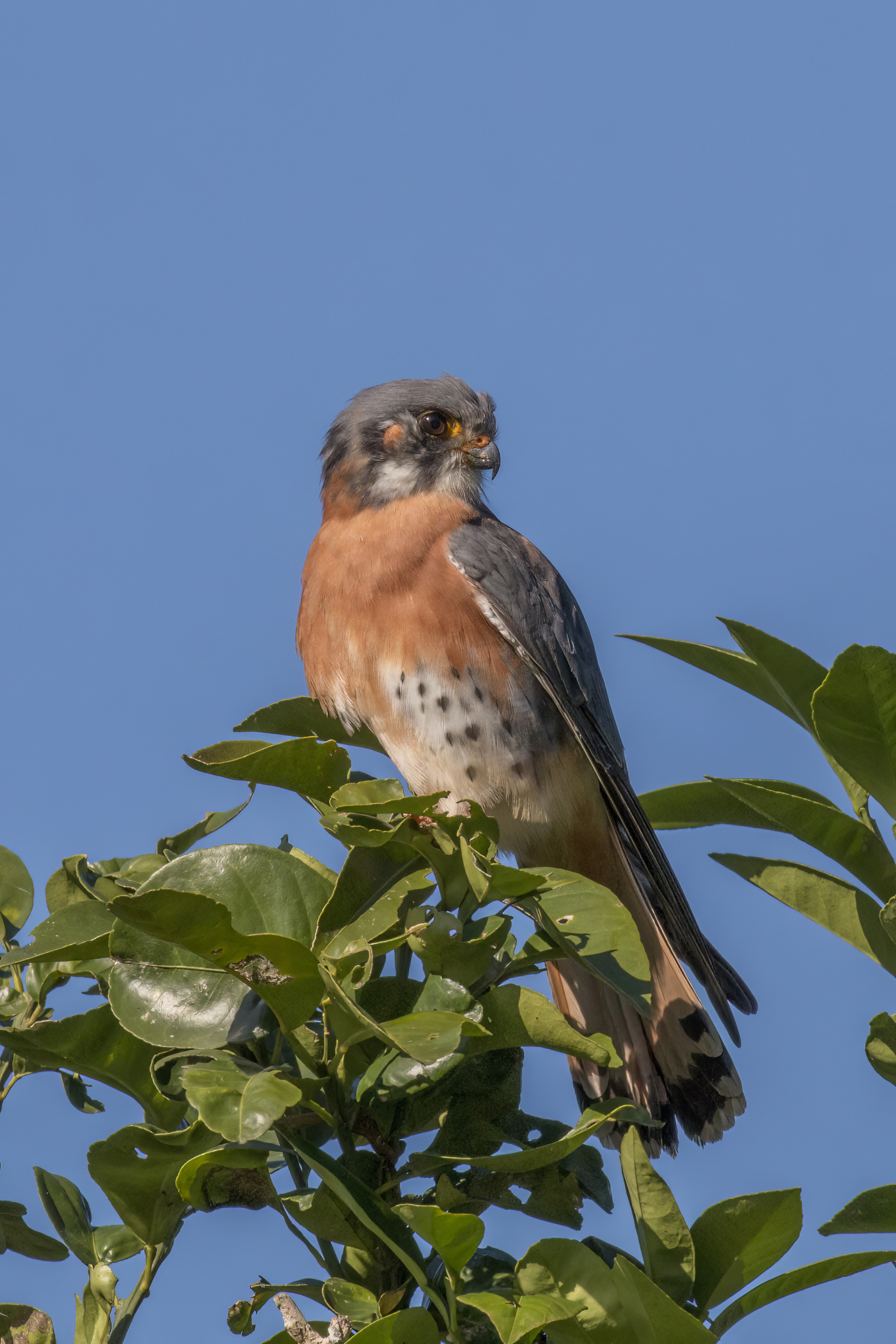
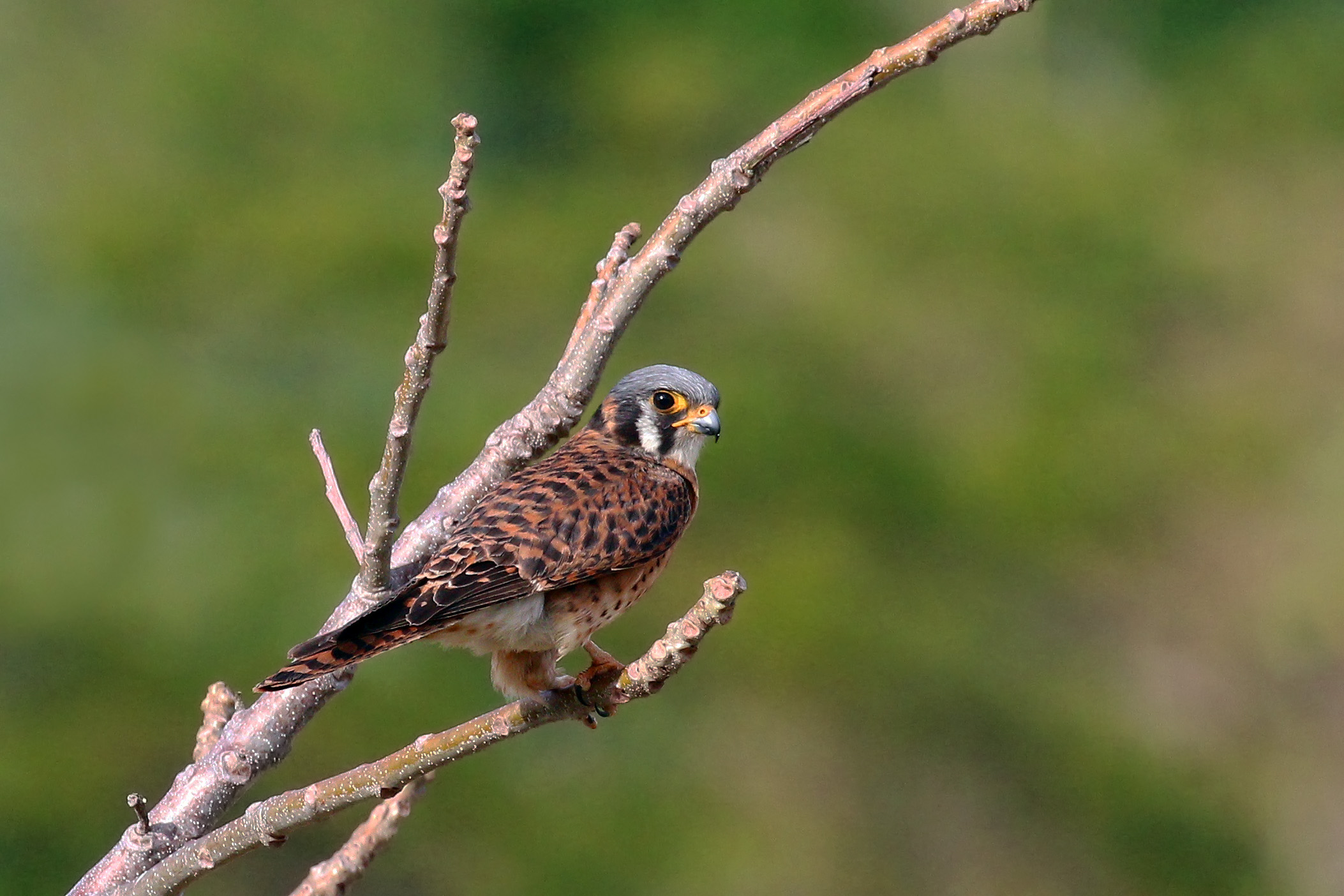
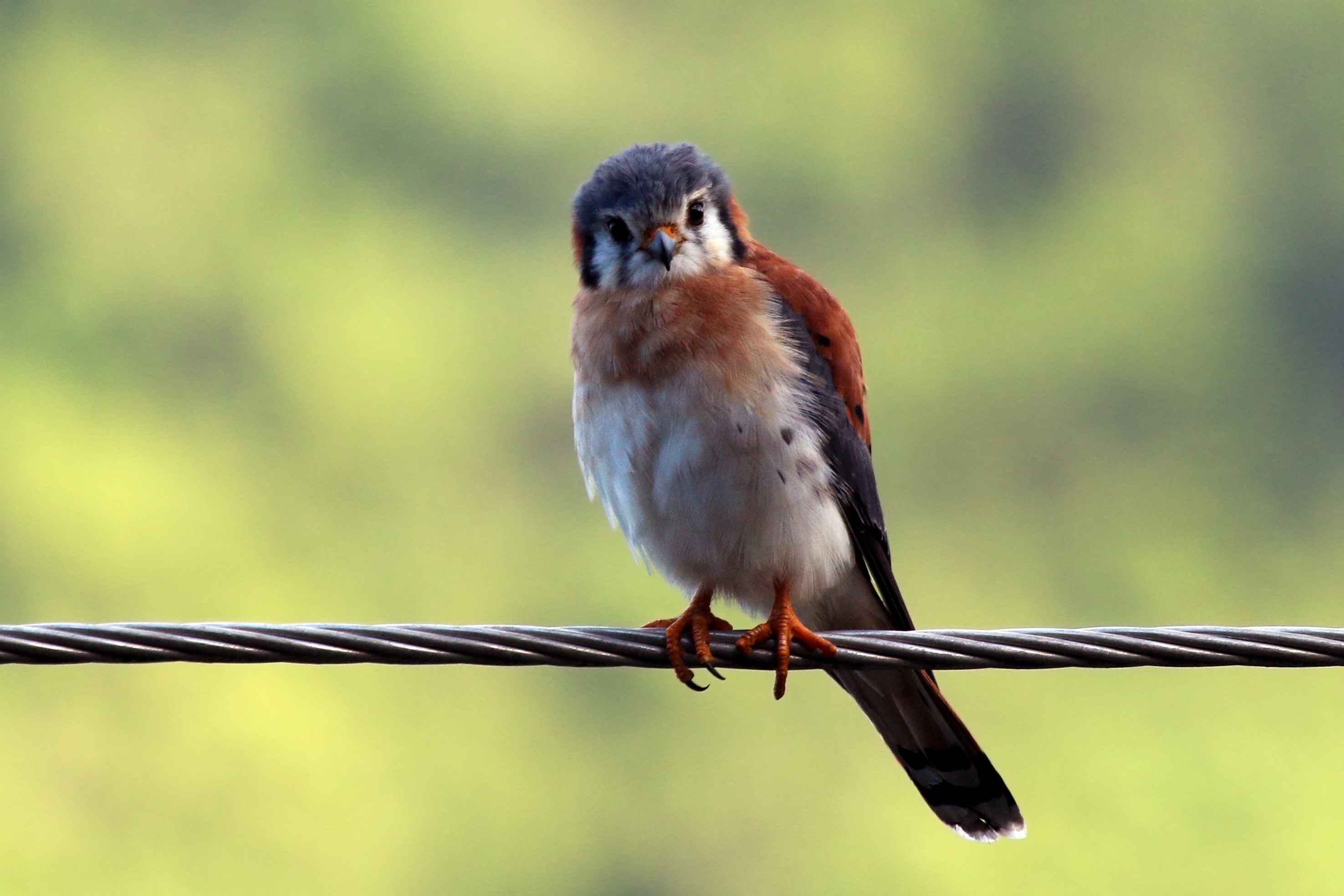
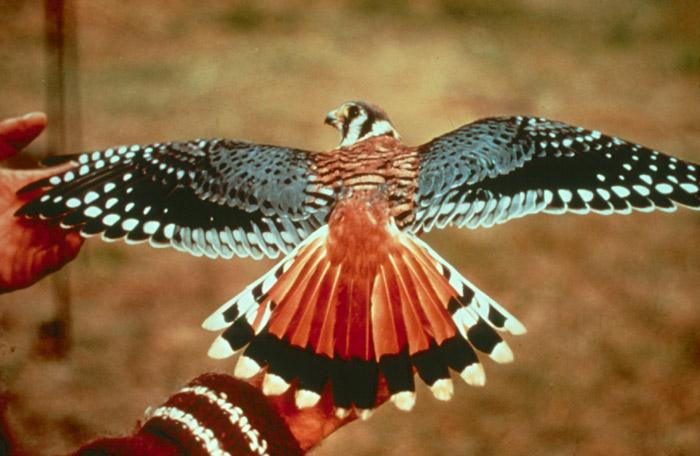
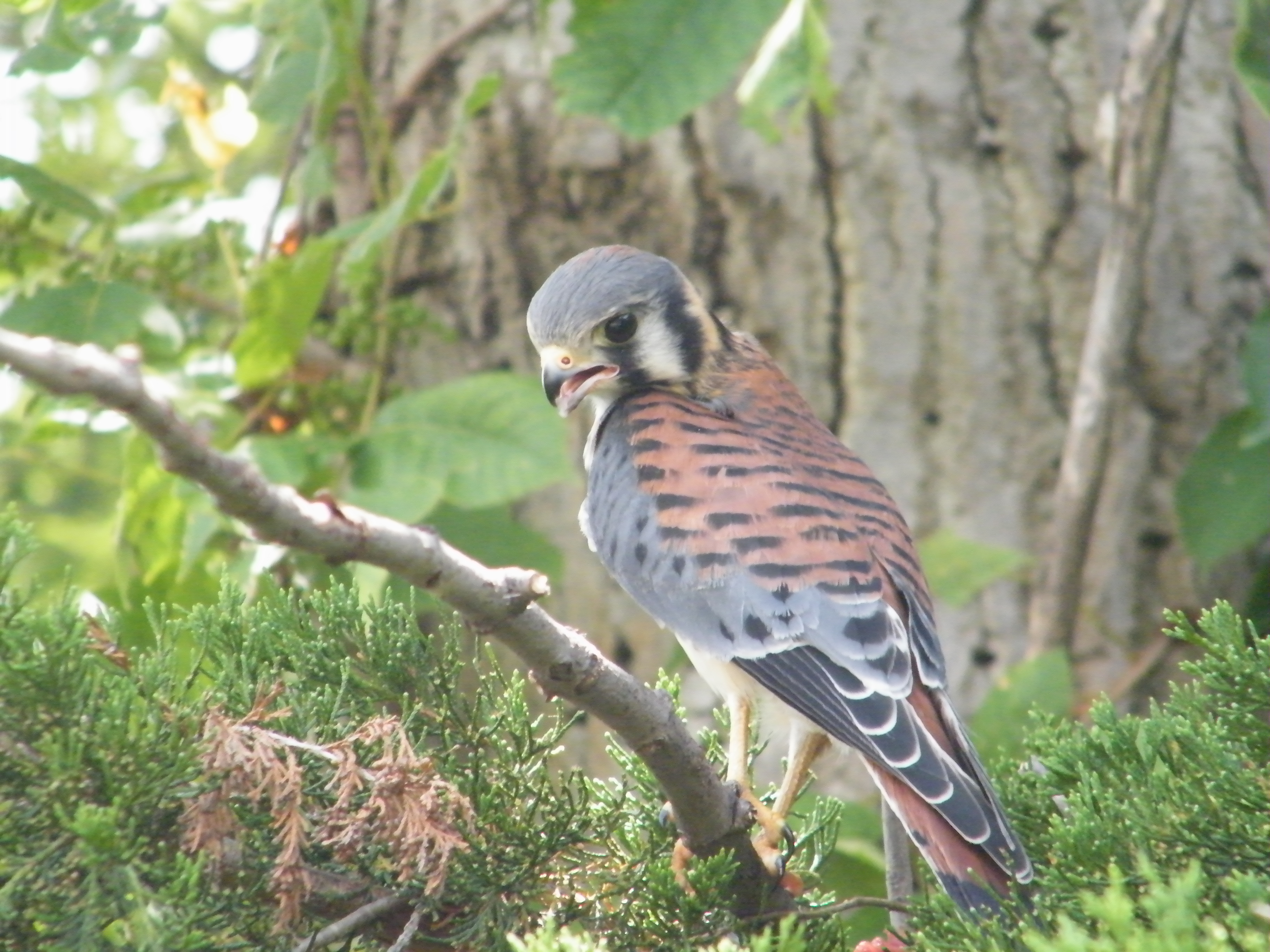
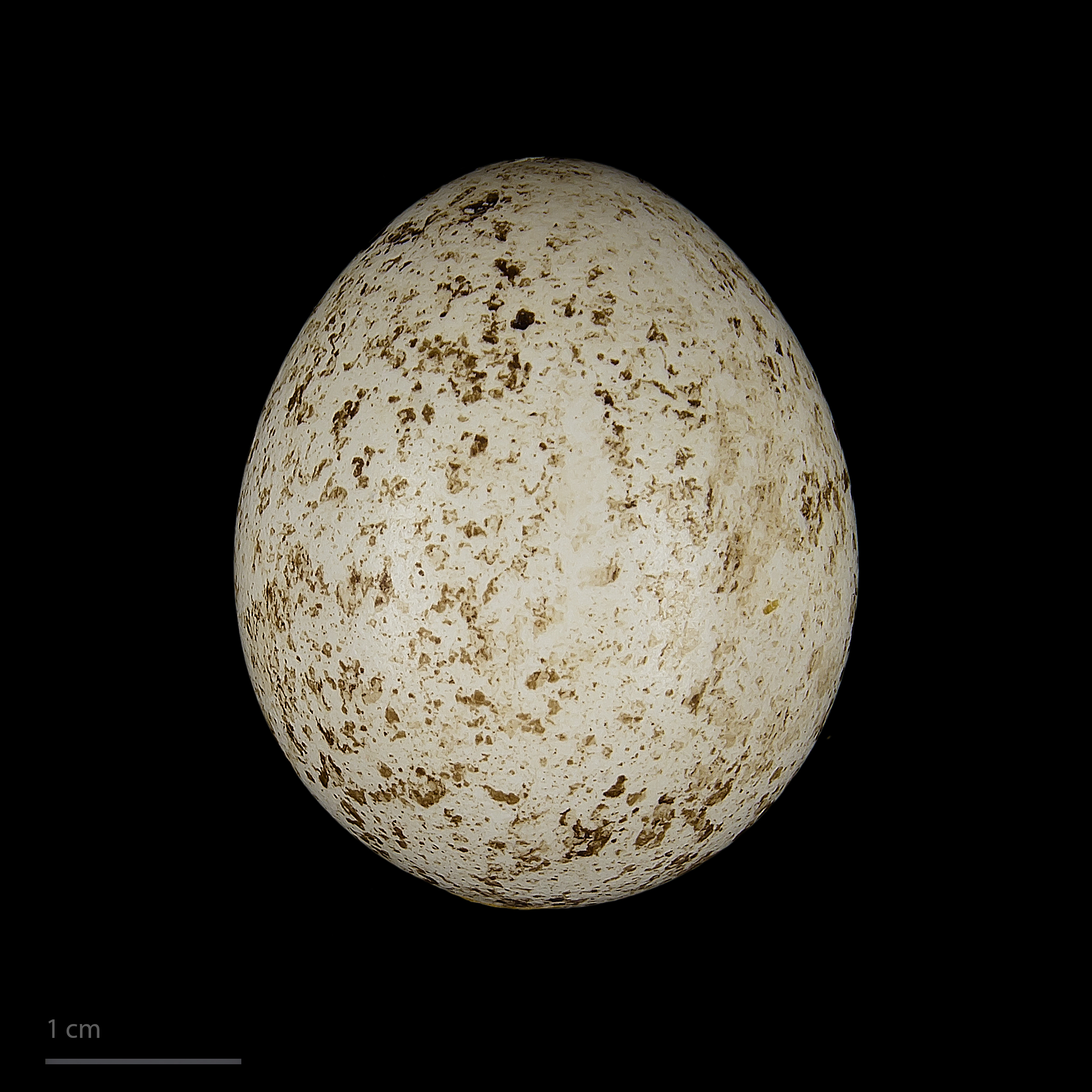
Museum specimen